# Kerncentrale Bugey
Kerncentrale Bugey is een Franse kerncentrale, gelegen in de gemeente Saint-Vulbas in de regio Bugey, in het departement Ain. Ze bestrijkt een terrein van ongeveer 100 ha op de rechteroever van de Rhône, waaruit de centrale haar koelwater betrekt. Ze wordt uitgebaat door Électricité de France (EdF).
De bouw van de centrale begon in 1965. De eerste reactor, Bugey-1, werd in dienst genomen op 15 april 1972. Het was een gasgekoelde UNGG-reactor met een vermogen van 540 MW.
In 1978 en 1979 werden vier drukwaterreactoren in gebruik genomen: Bugey-2 en Bugey-3 in 1978 met elk een nominaal vermogen van 910 MW en Bugey-4 en Bugey-5 in 1979 met elk een nominaal vermogen van 880 MW.
De UNGG-reactor (Uranium Naturel Graphite Gaz) Bugey-1 is in 1994 definitief stilgelegd en wordt ontmanteld.
| reactorblok | reactortype  | vermogen | begin bouw | inbedrijfname | stillegging |
| ----------- | ------------ | -------- | ---------- | ------------- | ----------- |
| Bugey-1     | UNGG-reactor | 540 MW   | 1965       | 1972          | 1994        |
| Bugey-2     | PWR          | 910 MW   | 1972       | 1978          |             |
| Bugey-3     | PWR          | 910 MW   | 1973       | 1978          |             |
| Bugey-4     | PWR          | 880 MW   | 1974       | 1979          |             |
| Bugey-5     | PWR          | 880 MW   | 1974       | 1980          |             |